# 希里内
51°11′9″N 34°20′59″E / 51.18583°N 34.34972°E
希里內（烏克蘭語：Гиріне）是位於烏克蘭東北部的村莊，由蘇梅州蘇梅區的比洛皮利亞市鎮負責管轄。該村距離比洛皮利亞、新伊萬尼夫卡和索哈内2公里，海拔高度151米，2001年人口58。